# Andrzej Lisicki

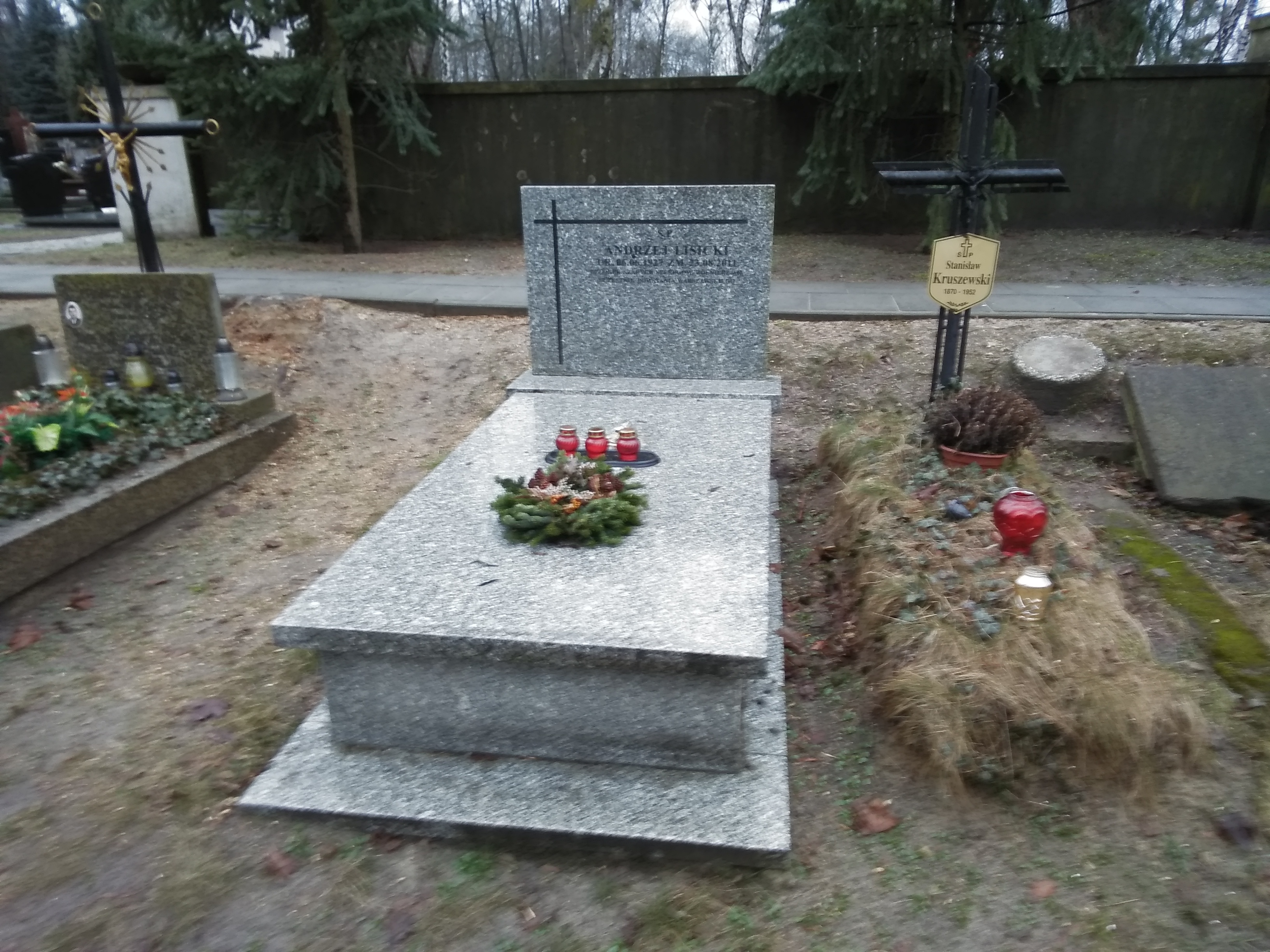
Grób Andrzeja Lisickiego

Andrzej Lisicki (ur. 6 czerwca 1927 w Warszawie, zm. 24 sierpnia 2011) – polski astronom i oceanograf specjalizujący się w historii astronomii, nawigacji morskiej, oceanografii fizycznej oraz dydaktyce fizyki i astronomii.

## Życiorys
W czasie II wojny światowej przebywał w Warszawie, jako członek Szarych Szeregów brał udział w powstaniu warszawskim. W 1946 roku ukończył VIII Liceum Ogólnokształcące im. Władysława IV w Warszawie i podjął studia na Wydziale Chemii Politechniki Warszawskiej. Rok później przeniósł się na Uniwersytet Warszawski, gdzie studiował astronomię; jego wykładowcami byli Włodzimierz Zonn, Stefan Pieńkowski i Wacław Sierpiński. W 1950 roku wyjechał do Torunia, gdzie podjął pracę jako asystent w Instytucie Astronomii oraz kontynuował studia na Uniwersytecie Mikołaja Kopernika pod kierunkiem Władysława Dziewulskiego i Wilhelminy Iwanowskiej. Studia ukończył w 1952 roku.
W 1962 roku uzyskał stopień doktora. Tematem jego rozprawy była Struktura Drogi Mlecznej na styku gwiazdozbiorów Orła i Strzały, a promotorem – Wilhelmina Iwanowska.
Na UMK pracował do 1955 roku, potem zatrudniony był na Uniwersytecie Gdańskim (1963–1971), w Wyższej Szkole Morskiej w Gdyni (1971–1982, kierował tam Zakładem Nautyki, pełnił też funkcję zastępcy dyrektora Instytutu Nawigacji) oraz w Wyższej Szkole Pedagogicznej w Częstochowie (1982–1990). W WSP był prodziekanem i dziekanem Wydziału Matematyczno-Przyrodniczego. W 1974 roku uzyskał nominację na stanowisko docenta. Pod koniec życia zamieszkał wraz z żoną w Ząbkach koło Warszawy.
W roku 1951 poślubił Annę Borowik, z którą miał dwóch synów: Stanisława (ur. w 1953 roku) i Wojciecha (ur. w 1955 roku).
Został pochowany na Powązkach Wojskowych w Warszawie (kwatera: B, rząd: 1A, grób: 24).

## Wyróżnienia i nagrody
- Nagroda Ministra Żeglugi (1973)
- Warszawski Krzyż Powstańczy

## Wybrane publikacje
- Astronomiczne podstawy geografii (1958)
- Metodyka nauczania astronomii w szkołach średnich (1961)
- Zarys astronomii: podręcznik (1961)
- Pływy na morzach i oceanach: monografia zjawiska (1996, ISBN 83-905406-6-5)